# Anuska Emaldi Gorostiaga
Anuska Emaldi Gorostiaga   (Zeanuri, 1982) és una enginyera, professora i política basca.
Va ser regidora i líder i portaveu del Grup municipal Bildu-EA-Alternatiba a l'Ajuntament de Zeanuri.

## Biografia
Anuska Emaldi va néixer en Zeanuri (País Basc) en 1982. Va estudiar la llicenciatura en enginyeria industrial en la Universitat del País Basc. Va treballar com a enginyera en el centre de recerca Tecnalia.
En les eleccions municipals de 2011, Emaldi va ser la candidata a alcaldessa de Zeanuri i cap de llista per la coalició electoral Bildu-Eusko Alkartasuna-Alternatiba Eraikitzen. La coalició va obtenir 4 esconsa i Emaldi va a resultar triada i va obtenir escó com a regidora a l'Ajuntament de Zeanuri. Durant la legislatura, Emaldi va ser la líder i portaveu del Grup municipal Bildu-EA-Alternatiba a l'Ajuntament de Zeanuri.
A més, com a electa local de Zeanuri, Emaldi també va ser electa vocal de la Mancomunitat de Municipis de Arratia, que en aquella legislatura va presidir Josune Gorospe (PNB).